# Pectis holochaeta
Pectis holochaeta là một loài thực vật có hoa trong họ Cúc. Loài này được (S.F.Blake) D.J.Keil mô tả khoa học đầu tiên năm 1989.